# Lago di Akşehir
Il lago di Akşehir (in turco: Akşehir Gölü) è un lago tettonico endoreico situato nel distretto dei laghi tra le province turche di Konya e Afyonkarahisar nell'Anatolia centrale. Il lago si trova in una fossa tra le montagne Sultan Dağı ed Emir Dağı. La città più vicina è Akşehir. La sua lunghezza è di 39 km e la larghezza di 20 km. L'area è di 353 km². La profondità media è di 171 m. L'altezza sul livello del mare è di 954 m.

## Idrologia
Poiché il lago si trova in un bacino chiuso, esso non ha sbocchi, e per questo motivo l'acqua è leggermente salata. Diversi torrenti fluiscono nel lago, quindi l'acqua è dolce vicino alla riva. Il centro e il nordest dell'acqua sono tutti più salati. Il lago trae il suo elemento dal Sultan Dağı, dal quale stagionalmente l'acqua di fusione fluisce nel lago. Inoltre, il lago si nutre di falde acquifere e precipitazioni. La quantità di acqua è regolata dall'evaporazione e dalla quantità prelevata per irrigare le aree agricole. In precedenza, il lago di Akşehir era collegato al lago di Eber. Dopo aver installato un impianto di regolazione sul sito e aver costruito i canali di irrigazione, questo collegamento è interrotto. Il volume d'acqua del lago varia notevolmente durante i periodi di osservazione, a seconda dell'anno e della stagione. Il volume più basso è stato rilevato nel novembre 1963 con 460 milioni di m³ e il più alto nel maggio 1970 con 2,1 miliardi di m³.

## Flora e fauna
La flora e la fauna del lago di Akşehir sono simili a quelle del lago di Eber. Il lago, sebbene non al livello del lago di Eber, è ecologicamente ricco di cibo per la fauna. Oltre alle carpe, altre sei specie di pesci condividono questo habitat. Nell'ambiente del lago di Akşehir, specialmente in autunno e all'inizio dell'inverno, vivono diverse specie di uccelli. Tra le altre cose qui si trovano pellicani, gabbiani, oche selvatiche e anatre. In totale, 60.000-80.000 uccelli vivono in questo ambiente.
Il lago, che non è protetto, è stato dichiarato da BirdLife International nel 1989 come Important Bird Area per le sue specie di uccelli acquatici, minacciati a livello globale e in loco dall'attività venatoria, dal taglio dei canneti nella stagione riproduttiva e dall'inquinamento.